# Wedendorfersee
Wedendorfersee – gmina w Niemczech, w kraju związkowym Meklemburgia-Pomorze Przednie, w powiecie Nordwestmecklenburg, wchodzi w skład urzędu Rehna. Powstała 1 lipca 2011 z połączenia dwóch gmin: Köchelstorf oraz Wedendorf.